# Luis Figuera
Luis R.Figuera – wenezuelski zapaśnik walczący w obu stylach. Zdobył srebrny medal na igrzyskach panamerykańskich w 1983 i igrzyskach Ameryki Środkowej i Karaibów w 1982 roku.